# Grand Prix automobile de Mosport 2003
Navigation
Édition précédente Édition suivante
Le Grand Prix de Mosport 2003 (The Toronto Grand Prix of Mosport), disputé sur le 17 août 2003 sur le circuit de Mosport est la cinquième manche de American Le Mans Series 2003.

## Course

### Classement de la course
Classement final de la course (vainqueurs de catégorie en gras),, :
| Pos.   | Catégorie | N° | Écurie                 | Pilotes                                          | Châssis                     | Pneus | Tours/Abandon |
| Pos.   | Catégorie | N° | Écurie                 | Pilotes                                          | Moteur                      | Pneus | Tours/Abandon |
| ------ | --------- | -- | ---------------------- | ------------------------------------------------ | --------------------------- | ----- | ------------- |
| 1      | LMP900    | 1  | Infineon Team Joest    | Marco Werner Frank Biela                         | Audi R8                     | M     | 116           |
| 1      | LMP900    | 1  | Infineon Team Joest    | Marco Werner Frank Biela                         | Audi 3.6L Turbo V8          | M     | 116           |
| 2      | LMP675    | 20 | Dyson Racing           | Chris Dyson Andy Wallace                         | MG-Lola EX257               | G     | 114           |
| 2      | LMP675    | 20 | Dyson Racing           | Chris Dyson Andy Wallace                         | MG (AER) XP20 2.0L Turbo I4 | G     | 114           |
| 3      | LMP900    | 11 | JML Team Panoz         | Scott Maxwell Gunnar Jeannette                   | Panoz LMP01 Evo             | M     | 114           |
| 3      | LMP900    | 11 | JML Team Panoz         | Scott Maxwell Gunnar Jeannette                   | Élan 6L8 6.0L V8            | M     | 114           |
| 4      | GTS       | 3  | Corvette Racing        | Ron Fellows Johnny O'Connell                     | Chevrolet Corvette C5-R     | G     | 112           |
| 4      | GTS       | 3  | Corvette Racing        | Ron Fellows Johnny O'Connell                     | Chevrolet LS7-R 7.0L V8     | G     | 112           |
| 5      | GTS       | 88 | Prodrive               | Tomáš Enge Peter Kox                             | Ferrari 550-GTS Maranello   | M     | 112           |
| 5      | GTS       | 88 | Prodrive               | Tomáš Enge Peter Kox                             | Ferrari 5.9L V12            | M     | 112           |
| 6      | GTS       | 80 | Prodrive               | David Brabham Jan Magnussen                      | Ferrari 550-GTS Maranello   | M     | 111           |
| 6      | GTS       | 80 | Prodrive               | David Brabham Jan Magnussen                      | Ferrari 5.9L V12            | M     | 111           |
| 7      | LMP900    | 10 | JML Team Panoz         | Olivier Beretta David Saelens                    | Panoz LMP01 Evo             | M     | 109           |
| 7      | LMP900    | 10 | JML Team Panoz         | Olivier Beretta David Saelens                    | Élan 6L8 6.0L V8            | M     | 109           |
| 8      | GTS       | 0  | Team Olive Garden      | Emanuele Naspetti Mimmo Schiattarella            | Ferrari 550 Maranello       | P     | 106           |
| 8      | GTS       | 0  | Team Olive Garden      | Emanuele Naspetti Mimmo Schiattarella            | Ferrari 6.0L V12            | P     | 106           |
| 9      | GT        | 24 | Alex Job Racing        | Jörg Bergmeister Timo Bernhard                   | Porsche 911 GT3-RS          | M     | 106           |
| 9      | GT        | 24 | Alex Job Racing        | Jörg Bergmeister Timo Bernhard                   | Porsche 3.6L Flat-6         | M     | 106           |
| 10     | GT        | 35 | Risi Competizione      | Anthony Lazzaro Ralf Kelleners                   | Ferrari 360 Modena GT       | M     | 105           |
| 10     | GT        | 35 | Risi Competizione      | Anthony Lazzaro Ralf Kelleners                   | Ferrari 3.6L V8             | M     | 105           |
| 11     | GT        | 43 | Orbit Racing           | Marc Lieb Peter Baron                            | Porsche 911 GT3-RS          | M     | 105           |
| 11     | GT        | 43 | Orbit Racing           | Marc Lieb Peter Baron                            | Porsche 3.6L Flat-6         | M     | 105           |
| 12     | GT        | 23 | Alex Job Racing        | Lucas Luhr Sascha Maassen                        | Porsche 911 GT3-RS          | M     | 105           |
| 12     | GT        | 23 | Alex Job Racing        | Lucas Luhr Sascha Maassen                        | Porsche 3.6L Flat-6         | M     | 105           |
| 13     | GT        | 60 | P.K. Sport             | Robin Liddell Vic Rice                           | Porsche 911 GT3-RS          | P     | 105           |
| 13     | GT        | 60 | P.K. Sport             | Robin Liddell Vic Rice                           | Porsche 3.6L Flat-6         | P     | 105           |
| 14     | GTS       | 71 | Carsport America       | Tom Wieckardt Jean-Philippe Belloc               | Dodge Viper GTS-R           | P     | 104           |
| 14     | GTS       | 71 | Carsport America       | Tom Wieckardt Jean-Philippe Belloc               | Dodge 8.0L V10              | P     | 104           |
| 15     | GT        | 79 | J3 Racing              | David Murry Justin Jackson                       | Porsche 911 GT3-RS          | M     | 103           |
| 15     | GT        | 79 | J3 Racing              | David Murry Justin Jackson                       | Porsche 3.6L Flat-6         | M     | 103           |
| 16     | GT        | 32 | Ferri Competizione     | Andrea Bertolini Mauro Baldi                     | Ferrari 360 Modena GT       | ?     | 103           |
| 16     | GT        | 32 | Ferri Competizione     | Andrea Bertolini Mauro Baldi                     | Ferrari 3.6L V8             | ?     | 103           |
| 17     | GT        | 63 | ACEMCO Motorsports     | Terry Borcheller Shane Lewis                     | Ferrari 360 Modena GT       | Y     | 103           |
| 17     | GT        | 63 | ACEMCO Motorsports     | Terry Borcheller Shane Lewis                     | Ferrari 3.6L V8             | Y     | 103           |
| 18     | GT        | 68 | The Racer's Group      | Marc Bunting Chris Gleason                       | Porsche 911 GT3-RS          | M     | 102           |
| 18     | GT        | 68 | The Racer's Group      | Marc Bunting Chris Gleason                       | Porsche 3.6L Flat-6         | M     | 102           |
| 19     | GT        | 28 | JMB Racing USA         | Stéphane Grégoire Eliseo Salazar Iradj Alexander | Ferrari 360 Modena GT       | P     | 102           |
| 19     | GT        | 28 | JMB Racing USA         | Stéphane Grégoire Eliseo Salazar Iradj Alexander | Ferrari 3.6L V8             | P     | 102           |
| 20     | LMP900    | 38 | ADT Champion Racing    | Johnny Herbert JJ Lehto                          | Audi R8                     | M     | 102           |
| 20     | LMP900    | 38 | ADT Champion Racing    | Johnny Herbert JJ Lehto                          | Audi 3.6L Turbo V8          | M     | 102           |
| 21     | GT        | 67 | The Racer's Group      | Michael Schrom Jeffrey Pabst                     | Porsche 911 GT3-RS          | M     | 101           |
| 21     | GT        | 67 | The Racer's Group      | Michael Schrom Jeffrey Pabst                     | Porsche 3.6L Flat-6         | M     | 101           |
| 22     | LMP675    | 56 | Team Bucknum Racing    | Jeff Bucknum Bryan Willman Chris McMurry         | Pilbeam MP91                | D     | 101           |
| 22     | LMP675    | 56 | Team Bucknum Racing    | Jeff Bucknum Bryan Willman Chris McMurry         | Willman (JPX) 3.4L V6       | D     | 101           |
| 23     | GT        | 61 | P.K. Sport             | Piers Masarati John Graham                       | Porsche 911 GT3-R           | P     | 100           |
| 23     | GT        | 61 | P.K. Sport             | Piers Masarati John Graham                       | Porsche 3.6L Flat-6         | P     | 100           |
| 24     | LMP675    | 16 | Dyson Racing           | Butch Leitzinger James Weaver                    | MG-Lola EX257               | G     | 100           |
| 24     | LMP675    | 16 | Dyson Racing           | Butch Leitzinger James Weaver                    | MG (AER) XP20 2.0L Turbo I4 | G     | 100           |
| 25     | GT        | 29 | JMB Racing USA         | Peter Kutemann Antoine Gosse                     | Ferrari 360 Modena GT       | P     | 98            |
| 25     | GT        | 29 | JMB Racing USA         | Peter Kutemann Antoine Gosse                     | Ferrari 3.6L V8             | P     | 98            |
| 26     | LMP675    | 18 | Essex Racing           | Melanie Paterson Jason Workman                   | Lola B2K/40                 | P     | 98            |
| 26     | LMP675    | 18 | Essex Racing           | Melanie Paterson Jason Workman                   | Nissan (AER) VQL 3.0L V6    | P     | 98            |
| 27 DNF | GTS       | 2  | Konrad Motorsport      | Mark Neuhaus Walter Lechner Jr.                  | Saleen S7-R                 | D     | 80            |
| 27 DNF | GTS       | 2  | Konrad Motorsport      | Mark Neuhaus Walter Lechner Jr.                  | Ford 7.0L V8                | D     | 80            |
| 28 DNF | LMP900    | 30 | Intersport Racing      | Clint Field Georges Forgeois                     | Lola B2K/10B                | G     | 65            |
| 28 DNF | LMP900    | 30 | Intersport Racing      | Clint Field Georges Forgeois                     | Judd GV4 4.0L V10           | G     | 65            |
| 29 DNF | GT        | 52 | Seikel Motorsport      | Tony Burgess David Shep                          | Porsche 911 GT3-RS          | Y     | 49            |
| 29 DNF | GT        | 52 | Seikel Motorsport      | Tony Burgess David Shep                          | Porsche 3.6L Flat-6         | Y     | 49            |
| 30 DNF | LMP675    | 37 | Intersport Racing      | Jon Field Duncan Dayton                          | MG-Lola EX257               | G     | 29            |
| 30 DNF | LMP675    | 37 | Intersport Racing      | Jon Field Duncan Dayton                          | MG (AER) XP20 2.0L Turbo I4 | G     | 29            |
| 31 DNF | GTS       | 4  | Corvette Racing        | Kelly Collins Oliver Gavin                       | Chevrolet Corvette C5-R     | G     | 24            |
| 31 DNF | GTS       | 4  | Corvette Racing        | Kelly Collins Oliver Gavin                       | Chevrolet LS7-R 7.0L V8     | G     | 24            |
| 32 DNF | GT        | 66 | The Racer's Group      | Kevin Buckler Cort Wagner                        | Porsche 911 GT3-RS          | M     | 15            |
| 32 DNF | GT        | 66 | The Racer's Group      | Kevin Buckler Cort Wagner                        | Porsche 3.6L Flat-6         | M     | 15            |
| 33 DNF | LMP900    | 12 | American Spirit Racing | Michael Lewis Tomy Drissi                        | Riley & Scott Mk III C      | D     | 11            |
| 33 DNF | LMP900    | 12 | American Spirit Racing | Michael Lewis Tomy Drissi                        | Lincoln (Élan) 5.0L V8      | D     | 11            |